# Сизополь (фрегат, 1841)
«Сизополь» — парусный 60-пушечный фрегат Черноморского флота Российской империи. Участник Крымской войны. Назван в память о взятии 18 февраля 1829 года турецкой крепости Созополь отрядом судов под командованием контр-адмирала М. Н. Кумани.

## История службы
Фрегат «Сизополь» был заложен в Севастополе и после спуска на воду в 1841 году вошел в состав Черноморского флота.

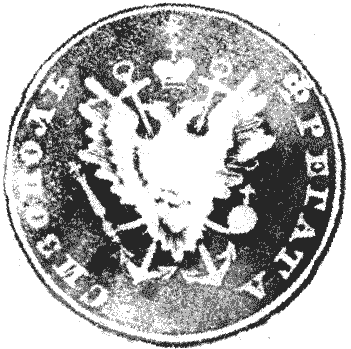
Оттиск печати фрегата «Сизополь».

В составе эскадр находился в практических плаваниях в Чёрном море в 1842—1845, 1847, 1849 и 1852 годах. 
В 1846, 1848 и 1850 годах выходил в крейсерство к кавказскому побережью. В 1851 году тимберован. В июне 1853 года находился в плавании с кадетами, в июле — выходил в крейсерство к проливу Босфор. С 17 сентября по 2 октября в составе эскадры вице-адмирала П. С. Нахимова перевез 13-ю дивизию из Севастополя в Анакрию, затем вернулся в Севастополь.
Участвовал в Крымской войне. 7 ноября в составе отряда вице-адмирала Л. М. Серебрякова в течение двух часов бомбардировал захваченное турецкими войсками таможенный пост и укрепление Святого Николая, но атака сухопутных войск на укрепление не состоялась, и из-за начинающегося шторма фрегат вынужден был уйти от берега. Потери экипажа во время перестрелки составили два убитыми, 2 — раненными, а фрегат получил 5 пробоин.
5 марта 1854 года пришел в Севастополь из Сухум-Кале. В июле выходил в крейсерство у входа на рейд. 2 сентября экипаж фрегата вошел в состав 36-го батальона.
11 сентября 1854 года фрегат «Сизополь» был затоплен у входа на рейд напротив Константиновской батареи. После войны при расчистке Севастопольской бухты корпус фрегата был взорван.

## Командиры фрегата
Командирами фрегата «Сизополь» в составе Российского императорского флота в разное время служили:
- Н. А. Власьев (1842—1843 годы);
- С. Г. Алексеев (1844—1847 годы);
- капитан 2-го ранга Н. Д. Варницкий (до 01.01.1848)[4];
- капитан 2-го ранга Н. И. Казарский (с 01.01.1848 по 1849 год);
- капитан 2-го ранга (с 06.12.1849 капитан 1-го ранга) Хомутов 1-й[5] (1849);
- капитан 2-го ранга Н. М. Соковнин (с 1850 года по 3 (15) декабря 1852 года);
- капитан-лейтенант И. Л. Стронский (с 3 (15) декабря 1852 года);
- Л. А. Бертье-Делагард (1853—1854 годы);
- капитан 2-го ранга П. В. Воеводский (1854 год).

## Память

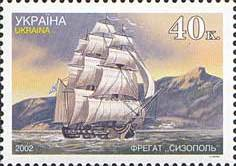
Фрегат на украинской почтовой марке 2002 года

- В 1905 году к 50-летию обороны Севастополя, сооружён монумент «Памятник затопленным кораблям»[6].
- В 2002 году на Украине выпущены почтовые марки с фрегатом «Сизополь» и бригом «Персей»[7].